# Asa-de-telha-escuro
Asa-de-telha-escuro ou simplesmente asa-de-telha (Agelaioides badius) é uma espécie de ave passeriforme da família dos icterídeos. Atualmente é colocado no gênero Agelaioides, mas tradicionalmente era colocado no gênero Molothrus. É encontrado na metade norte da Argentina, Bolívia, Uruguai, Paraguai e centro-sul do Brasil. Já foi registrado como vagante no Chile. Seus habitats naturais são pastagens e florestas secundárias altamente degradadas. Foi recentemente separado do asa-de-telha-pálido (Agelaioides fringillarius).